# 岡山県道370号江与味上河内線
岡山県道370号江与味上河内線（おかやまけんどう370ごう えよみかみごうちせん）は、岡山県久米郡美咲町から真庭市に至る一般県道である。

## 概要
久米郡美咲町江与味と真庭市上河内を結ぶ。

### 路線データ
- 起点：久米郡美咲町江与味（国道429号交点）
- 終点：真庭市上河内（岡山県道411号垂水追分線交点）
- 総延長：18.2 km

## 歴史
- 1960年（昭和35年）3月18日 - 岡山県告示第335号により認定される。
- 1972年（昭和47年） - 岡山県の県道番号再編により現行の路線番号に変更される。
- 2005年（平成17年）
  - 3月22日 - 久米郡のうちの旭町・中央町・柵原町が対等合併して久米郡美咲町が発足したことに伴い起点の地名表記が変更される（久米郡旭町江与味→久米郡美咲町江与味）。
  - 3月31日 - 新庄村を除く真庭郡の町村と上房郡北房町が対等合併して真庭市が発足したことに伴い終点の地名表記が変更される（真庭郡落合町上河内→真庭市上河内）。

## 路線状況
一部の道路地図には久米郡美咲町中 - 真庭市上河内間が途切れているように書かれているものがある。
以前は岡山県道49号高梁旭線との交点が起点となっていたが国道429号旭バイパス区間部分開業に伴い起点が変更された。

### 重複区間
- 岡山県道333号上山旦土線（真庭市旦土（だんど））
- 岡山県道30号落合建部線（真庭市旦土 - 久米郡美咲町西川上）

### 道路施設

#### 橋梁
- 新旦土大橋（真庭市旦土 - 久米郡美咲町西川上）- 延長 104 m 、幅員 7.0 m 、旭川に架橋[1]。

## 地理

### 通過する自治体
- 岡山県
  - 久米郡美咲町 - 真庭市 - 久米郡美咲町 - 真庭市

### 交差する道路
| 交差する道路                                                             | 市町村名 | 市町村名 | 交差する場所   | 交差する場所 |
| ------------------------------------------------------------------------ | -------- | -------- | -------------- | ------------ |
| 国道429号 / 旭バイパス                                                   | 久米郡   | 美咲町   | 江与味         | 起点         |
| 岡山県道333号上山旦土線 重複区間起点                                     | 真庭市   | 真庭市   | 旦土（だんど） |              |
| 岡山県道30号落合建部線 重複区間起点 岡山県道333号上山旦土線 重複区間終点 | 真庭市   | 真庭市   | 旦土           |              |
| 岡山県道30号落合建部線 重複区間終点                                      | 久米郡   | 美咲町   | 西川上         |              |
| 岡山県道374号中西川線                                                    | 久米郡   | 美咲町   | 中             |              |
| 岡山県道411号垂水追分線                                                  | 真庭市   | 真庭市   | 上河内         | 終点         |

### 交差する鉄道
- 姫新線

### 沿線
- 岡山県総合畜産センター・まきばの館
- 旭川
- E2A 中国自動車道 美作追分PA
- JR西日本姫新線 美作追分駅（終点付近）